# Philygria posticata
Philygria posticata is een vliegensoort uit de familie van de oevervliegen (Ephydridae). De wetenschappelijke naam van de soort is voor het eerst geldig gepubliceerd in 1830 door Johann Wilhelm Meigen.